# NGC 3226
NGC 3226 (други обозначения – UGC 5617, MCG 3-27-15, ZWG 94.26, KCPG 234A, Arp 94, VV 209, PGC 30440) е елиптична галактика (E2) в съзвездието Лъв.
Обектът присъства в оригиналната редакция на „Нов общ каталог“, а също така е включен в „Атлас на особените галактики“.